# Dui
Dui – brązowe naczynie do przechowywania żywności (ryżu, prosa i sorga), używane w starożytnych Chinach w schyłkowym okresie Zhou. 
Składało się z dwóch nakładanych jedna na drugą półkulistych mis, z których każda miała trzy nogi i parę uchwytów po bokach.